# Charis chelonis
Charis chelonis är en fjärilsart som beskrevs av William Chapman Hewitson 1866. Charis chelonis ingår i släktet Charis och familjen Riodinidae. Inga underarter finns listade i Catalogue of Life.